# Die Piratenbraut (1950)
Die Piratenbraut (Originaltitel: Buccaneer’s Girl) ist ein US-amerikanischer Abenteuerfilm von Frederick de Cordova aus dem Jahre 1950.

## Handlung
New Orleans und die Karibik zu Beginn des 19. Jahrhunderts: Piratenkapitän Frederic Baptiste hat sich einen Namen als „Robin Hood der Meere“ gemacht. Er überfällt regelmäßig die Schiffe des wohlhabenden Geschäftsmannes Alexander Narbonne, um dann die Beute an Bedürftige zu verteilen. Als wieder ein Schiff von Narbonne überfallen wird, ist die Sängerin Deborah McCoy als blinde Passagierin an dessen Bord. Während die männliche Besatzung des gekaperten Schiffes in einem Rettungsboot ausgesetzt wird, darf die schöne Deborah bei Baptiste auf dem Schiff bleiben. Angekommen in New Orleans, verlässt Deborah das Schiff und wird bald als Künstlerin und Gesellschafterin in die „School for Genteel Young Ladies“ von Madame Brizar aufgenommen. Nach Monaten der Ausbildung hat Deborah ihren ersten Einsatz bei einer Gesellschaftsparty des angesehenen Kapitäns Robert Kingston, der mit Arlene – der Nichte des Gouverneurs – verlobt ist. Zu Deborahs Überraschung handelt es sich bei Kingston allerdings um niemand geringen als den gesuchten Piratenkapitän Baptiste. Deborah verspricht ihm, sein Geheimnis nicht zu verraten.
In Wahrheit hat Robert schon vor einiger Zeit den echten Baptiste getötet, der im Auftrag von Narbonne dessen Konkurrenten überfallen sollte. Das Geld der Überfälle will er dazu nutzen, um eine örtliche Flotte aufzubauen. Das wäre ein Dorn im Auge des schurkischen Narbonne, der durch einen Zufall von Roberts doppeltem Spiel erfährt und mit seinem Sekretär Patout eine Falle ersinnt. Deborah hat allerdings von Narbonnes Plänen mitbekommen und geht heimlich auf Roberts Schiff, um ihn zu warnen. Dank Deborahs Informationen kann Robert die drei verbliebenen Schiffe von Narbonne versenken und kehrt dann nach New Orleans zurück. Deborah gesteht ihm seine Liebe und auch er ist nicht abgeneigt, da er allerdings aus einem besseren Haus kommt und bereits mit Arlene verlobt ist, lehnt er sie ab. Robert muss allerdings erfahren, dass Arlene während seiner Abwesenheit Narbonne geheiratet hat. Sie verrät ihren Ehemaligen an Narbonne. Robert und seine Besatzung werden verhaftet, daraufhin glaubt er fälschlicherweise, dass Deborah ihn verraten hat.
Robert und seine Männer werden schließlich von Deborah und den örtlichen Seemännern aus dem Gefängnis befreit. Robert, der inzwischen erfahren hat, dass Arlene ihn verraten hat, ist am Ende mit Deborah vereint.

## Hintergrund
Die Figur des Baptiste wurde von Jean Laffite inspiriert, einem französischen Piraten in der Karibik zu Beginn des 19. Jahrhunderts. Dessen Lebensgeschichte wurde bereits 1938 von Cecil B. DeMille als Der Freibeuter von Louisiana mit Fredric March in der Hauptrolle verfilmt. Laut Arte zeigt dieser Film, wie Baptiste sich zwischen zwei grundsätzlich verschiedenen Figuren entscheiden muss, nämlich „der aufmüpfig charmanten Deborah (…) und der eiskalt berechnenden Arlène Villon, die die etablierte Gesellschaft von New Orleans verkörpert (…). Die Begegnung dieser beiden gegensätzlichen Frauengestalten inszeniert Regisseur Frederick de Cordova als veritablen Damenringkampf in Rüschenkleidern der Belle Époque.“
Der österreichische Filmpionier Joe May wirkte an der Storyvorlage mit, es war seine letzte Mitarbeit an einem Film überhaupt. Wegen der Beschränkungen des Hays Codes – der unter anderem sexuelle Anzüglichkeit verbot – stellte sich den beiden Drehbuchautoren und den beiden Storylieferanten ein Problem bei der Madame Brizar. Diese ist im Drehbuch als Leiterin eines feinen Bordells angedacht worden, im Film erscheint sie aber eher als eine Art Ausbilderin, um Konflikte mit der Zensur zu vermeiden. In die Filmhandlung eingefügt wurden auch mehrere von Walter Scharf geschriebene Songs, die von Yvonne De Carlo vorgetragen werden: Monsieur (You Have But to Say the Word), Because You’re In Love und A Sailor Sails the Seven Seas. Gedreht wurde Die Piratenbraut auf einer Fläche von insgesamt vier Acres auf dem Studiogelände von Universal. Für den Film wurde ein französisches Garnisonslager der Zeit um 1810 exakt nachgebildet.
Die Piratenbraut feierte seine Premiere in den amerikanischen Kinos am 1. März 1950. In Westdeutschland kam er erst über zwei Jahre später, im April 1952, in die Kinos.

## Synchronisation
Die deutsche Synchronfassung entstand im Jahre 1952 bei der Berliner Synchron.
| Rolle                      | Schauspieler       | Dt. Synchronstimme    |
| -------------------------- | ------------------ | --------------------- |
| Deborah McCoy              | Yvonne De Carlo    | Gisela Trowe          |
| Frederic Baptiste          | Philip Friend      | Paul Klinger          |
| Alexander Narbonne         | Robert Douglas     | Siegfried Schürenberg |
| Madame Brizar              | Elsa Lanchester    | Tatjana Sais          |
| Patout, Narbonnes Sekretär | Norman Lloyd       | Erik Ode              |
| Captain Duval              | Henry Daniell      | Carl Raddatz          |
| Captain Martos             | Douglass Dumbrille | Alfred Balthoff       |

## Kritiken
Das Lexikon des Internationalen Films befand, Die Piratenbraut biete „handfeste Seeräuberabenteuer nach bewährtem Rezept: Action zu Wasser und zu Lande, Intrigen, Eifersucht, feine Gesellschaft, harte Männer, schöne Frauen.“ Cinema gab dem Film eine durchschnittliche Wertung und schrieb: „Action plus süßliche Romantik.“ Leonard Maltin gibt dem Film zwei von vier Sternen, er sei „purer Eskapismus“.